# Копаниця (Великопольське воєводство)
Копаниця (пол. Kopanica) — село в Польщі, у гміні Седлець Вольштинського повіту Великопольського воєводства.
Населення — 920 осіб (2011).
У 1975-1998 роках село належало до Зеленоґурського воєводства.

## Демографія
Демографічна структура станом на 31 березня 2011 року:
|          | Загалом | Допрацездатний вік | Працездатний вік | Постпрацездатний вік |
| -------- | ------- | ------------------ | ---------------- | -------------------- |
| Чоловіки | 454     | 109                | 302              | 43                   |
| Жінки    | 466     | 90                 | 278              | 98                   |
| Разом    | 920     | 199                | 580              | 141                  |